# Phương Tiến
Phương Tiến là một xã thuộc huyện Vị Xuyên, tỉnh Hà Giang, Việt Nam.

## Địa lý
Xã Phương Tiến có vị trí địa lý:
- Phía đông giáp thành phố Hà Giang và xã Phong Quang
- Phía tây giáp xã Lao Chải và xã Xín Chải
- Phía nam giáp thành phố Hà Giang, huyện Hoàng Su Phì và xã Cao Bồ
- Phía bắc giáp xã Thanh Thủy.

Xã Phương Tiến có diện tích 57,33 km², dân số năm 2019 là 3.257 người, mật độ dân số đạt 57 người/km².

## Hành chính
Xã Phương Tiến được chia thành 8 thôn, bản: Sửu, Cường Thịnh, Nà Thài, Nà Miều, Nặm Tẹ, Xà Phìn, Màu Phìn, Nà Màu.

## Lịch sử
Ngày 14 tháng 5 năm 1981, Hội đồng Chính phủ ban hành Quyết định 185/1981/QĐ-CP về việc tách thôn Pin, xóm Lùng Đoóc của xã Phương Tiến để sáp nhập vào xã Thanh Thủy.